# 吉田安夫
吉田 安夫（よしだ やすお）は卓球指導者。
1933年（昭和8年）1月20日埼玉県生まれ。 埼玉県立熊谷商業高等学校、埼玉工業大学深谷高等学校、青森山田高等学校の卓球部で監督を務め、インターハイ優勝を何度も果たし全国優勝回数は100回以上を数える。渡辺武弘、斎藤清、岩崎清信、渋谷浩、吉田海偉、水谷隼、松平健太、丹羽孝希など全日本代表選手も多く輩出しており2006年1月に行われた第6回日本卓球人賞の指導者賞を受賞している。青森山田高等学校で総監督などを歴任。
2019年7月11日、心不全にて死去。

## 著書
- 『ザ・卓球―初心者のための基本テクニックと練習法』（日本文芸社、1986年）
- 『闘将―全国優勝一〇〇回の偉業はなぜ達成できたのか』（卓球王国、2002年）